# Карагюмрюк
„Карагюмрюк“ (на турски: Karagümrük) е квартал на Истанбул, разположен в градска околия Фатих. Общата му площ е 0,36 км2. Според данни на Адресната система за регистриране на населението (ABPRS) към 2024 г. населението на „Карагюмрюк“ е 10 253 жители.